# Hildebrandtia (plante)
Ne doit pas être confondu avec Hildenbrandia, un genre d’algues rouges.
Cet article concerne le genre de plantes. Pour le genre d’amphibiens, voir Hildebrandtia (animal).
Genre
Hildebrandtia est un genre de plantes de la famille des Convolvulaceae.

## Taxinomie
Ce genre a pour synonymes hétérotypiques, :
- Sabaudiella Chiov., Nuovo Giorn. Bot. Ital., n.s., 36: 366 (1929).
- Pterochlamys Roberty, Candollea 14: 23 (1952).
- Dactylostigma D.F.Austin, Phytologia 25: 426 (1973).

## Répartition
Les espèces du genre Hildebrandtia sont présentes en Afrique tropicale de l’est et du nord-est (Éthiopie, Somalie, Kénya, Tanzanie et Ouganda), à Madagascar et dans la péninsule arabique (Oman, Arabie saoudite et Yémen).

## Liste des espèces, variétés et sous-espèces
Selon World Checklist of Selected Plant Families (WCSP) (7 mai 2020) :
- Hildebrandtia africana Vatke (1876)
  - sous-espèce Hildebrandtia africana subsp. africana
  - sous-espèce Hildebrandtia africana subsp. arabica Sebsebe (1996)
- Hildebrandtia aloysii (Chiov.) Sebsebe (1996)
- Hildebrandtia austinii Staples (1990)
- Hildebrandtia diredawaensis Sebsebe (1996)
- Hildebrandtia linearifolia Verdc. (1981)
- Hildebrandtia obcordata S.Moore (1899)
  - variété Hildebrandtia obcordata var. obcordata
  - variété Hildebrandtia obcordata var. puberula Sebsebe (1996)
- Hildebrandtia promontorii Deroin (1996)
- Hildebrandtia sepalosa Rendle (1905)
- Hildebrandtia sericea Hutch. & E.A.Bruce (1941)
- Hildebrandtia somalensis Engl. ex Peter (1891)
- Hildebrandtia valo Deroin (1996)

Selon Tropicos (7 mai 2020) (Attention liste brute contenant possiblement des synonymes) :
- Hildebrandtia africana Vatke
- Hildebrandtia austinii Staples
- Hildebrandtia linearifolia Verdc.
- Hildebrandtia obcordata S. Moore
- Hildebrandtia promontorii Deroin
- Hildebrandtia sepalosa Rendle
- Hildebrandtia somalensis Peter
- Hildebrandtia valo Deroin
- Hildebrandtia villosa Hutch. & Bruce